# Периндоприл

## Лікарська форма
Таблетки.

## Фармакотерапевтична група
Інгібітори ангіотензинперетворюючого ферменту.
Код АТС C09A A04.

## Фармакокінетика
• Абсорбція. Після перорального прийому периндоприл швидко всмоктується, максимальна концентрація в плазмі крові досягається протягом 1 години. Біодоступність становить 65-70%. Приблизно 20% абсорбованої кількості периндоприлу перетворюється на периндоприлат –активний метаболіт. Крім периндоприлату у процесі метаболізму утворюється ще п’ять неактивних метаболітів. Період напів виведення периндоприлу – 1 година. Максимальна концентрація периндоприлату в плазмі досягається через 3-4 години. Приймання їжі зменшує перетворення периндоприлу в периндоприлат, а отже, зменшує його біодоступність, тому периндоприл потрібно приймати перед вживанням їжі.
• Розподіл. Об’єм розподілу вільного периндоприлату – приблизно 0,2 л/кг. Зв’язування з білками плазми крові невисоке і залежить від його концентрації (зв’язування периндоприлату з АПФ –менше 30%).
• Виведення. Периндоприлат виводиться із сечею, період напів виведення незв’язаної фракції становить приблизно 3-5 годин. Дисоціація периндоприлату, зв’язаного з АПФ, уповільнена, в результаті цього “ефективний” період напів виведення у фазі елімінації становить 25 годин. Рівноважна концентрація досягається протягом 4 діб. Багаторазовий прийом периндоприлу не призводить до його кумуляції.
У пацієнтів літнього віку та пацієнтів із серцевою або нирковою недостатністю виведення периндоприлату уповільнюється. При нирковій недостатності дозування повинно бути підібране залежно від ступеня недостатності (кліренс креатині ну).
Діалізний кліренс периндоприлату дорівнює 70 мл/хв.
Кінетика периндоприлу змінюється у пацієнтів з цирозом печінки (печінковий кліренс зменшується вдвічі), однак кількість периндоприлату, що утворюється, не зменшується, тому корекція дози не потрібна.

## Фармакодинаміка
Периндоприл – інгібітор ферменту, що перетворює ангіотензин I в ангіотензин II (АПФ). АПФ (кіназа) є екзопептидазою, що перетворює ангіотензин I у судинозвужувальний ангіотензин II, а також викликає розпад вазодилататора брадикініну до неактивного гептапептиду. Пригнічення АПФ призводить до зменшення концентрації ангіотензину II у плазмі, підвищення активності реніну в плазмі крові та зменшення секреції альдостерону. Оскільки АПФ інактивує брадикінін, інгібування АПФ призводить до підвищення активності циркулюючої та місцевої калікреїн-кінінової системи (у результаті призводить також до активації системи простагландину). Припускають, що цей механізм пояснює антигіпертензивний ефект інгібіторів АПФ і частково відповідає за деякі побічні ефекти препаратів цієї групи (наприклад, сухий кашель). Периндоприл діє за допомогою свого активного метаболіту – периндоприлату. Інші метаболіти неактивні.
Артеріальна гіпертензія.
Периндоприл зменшує периферичний опір судин, що призводить до зниження артеріального тиску. В результаті збільшується периферичний кровотік без впливу на частоту серцевих скорочень. Як правило, збільшується нирковий кровотік, у той час як швидкість клуб очкової фільтрації, як правило, не змінюється.
Максимальний антигіпертензивний ефект розвивається через 4-6 годин після прийому разової дози і зберігається як мінімум протягом 24 годин (ефективність периндоприлу через добу становить 87-100% від максимального ефекту).
Артеріальний тиск знижується швидко. У пацієнтів, що відповідають на лікування периндоприлом, нормалізація артеріального тиску досягається протягом місяця і зберігається без виникнення тахіфілаксії. Після припинення застосування периндоприлу ефект відміни не виникає. Периндоприл зменшує гіпертрофію лівого шлуночка.
Відомо, що периндоприл чинить судинорозширювальну дію, покращує еластичність великих артерій і зменшує співвідношення товщина середньої стінки судини/діаметр просвіту судини в маленьких артеріях.
Додаткова терапія із застосуванням тіазидних діуретиків виявляє синергічний ефект. Комбінація інгібітору АПФ і ті азидного діуретика також зменшує ризик розвитку гіпокаліємії, спричиненої терапією діуретиками.
Серцева недостатність.
Периндоприл зменшує роботу серця шляхом зменшення перед- і після навантаження.
Відомо, що у пацієнтів із серцевою недостатністю периндоприл викликає:
- зниження тиску наповнення лівого та правого шлуночків;
- зниження загального периферичного опору судин;
- збільшення хвилинного серцевого викиду і покращення серцевого індексу.
Застосування початкової дози 2 мг периндоприлу у пацієнтів із серцевою недостатністю легкого та середнього ступеня тяжкості не викликає істотного зниження артеріального тиску.
Стабільна ішемічна хвороба серця.
Відомо, що довгострокове лікування периндоприлом у дозі 8 мг один раз на добу (в тому числі в комплексній терапії з інгібіторами агрегації тромбоцитів, гіполіпідемічними засобами і бета-блокатори ) попереджує серцево-судинні ускладнення у пацієнтів з документально підтвердженою стабільною ішемічною хворобою серця та зменшує ризик виникнення інфаркту міокарда і серцевої недостатності.

## Показання
- Артеріальна гіпертензія.
- Серцева недостатність.
- Попередження серцево-судинних ускладнень у пацієнтів з документально підтвердженою стабільною ішемічною хворобою серця. Довгострокове лікування зменшує ризик виникнення інфаркту міокарда та серцевої недостатності.

## Протипоказання
- Гіперчутливість до периндоприлу або до будь-якої з допоміжних речовин, а також до будь-якого іншого інгібітору АПФ.
- Ангіоневротичний набряк (набряк Квінке) в анамнезі після застосування будь-якого інгібітору АПФ.
- Спадковий або ідіопатичний ангіоневротичний набряк.
- Вагітність (особливо ІІ і ІІІ триместри вагітності, див. розділ «Застосування у період вагітності або годування груддю»).
- Дитячий вік.

## Спосіб застосування та дози
Препарат призначений дорослим для перорального застосування. Рекомендовану дозу слід приймати щодня 1 раз на добу вранці перед вживанням їжі. Дозу підбирають індивідуально для кожного пацієнта з урахуванням показань до застосування, профілю пацієнта, показників артеріального тиску.
Артеріальна гіпертензія.
Периндоприл може застосовуватися як монотерапія або в комбінації з антигіпертензивними засобами інших груп. Рекомендована початкова доза становить 4 мг 1 раз на добу, вранці. Пацієнтам з високою активністю ренін-ангіотензин-альдостеронової системи (особливо у пацієнтів з реноваскулярною гіпертензією, порушенням водно-електролітного балансу, серцевою декомпенсацією та/або тяжкою артеріальною гіпертензією, а також пацієнтам літнього віку) через можливість виникнення раптового зниження артеріального тиску (гіпотензія першої дози) рекомендовано починати лікування з початкової дози 2 мг під наглядом лікаря, якщо необхідно – в умовах стаціонару. Доза може бути поступово збільшена до 8 мг 1 раз на добу через один місяць лікування. На початку лікування можливе виникнення симптоматичної гіпотензії, особливо у пацієнтів, які одночасно приймають сечогінні засоби. У таких пацієнтів лікування периндоприлом треба починати обережно, оскільки в них можуть знижуватися концентрація солей та/або об’єм рідин. Якщо можливо, прийом діуретиків повинен бути припинений за 2-3 дні до початку терапії периндоприлом.
У пацієнтів з артеріальною гіпертензією, у яких неможливо припинити терапію діуретиками, лікування Периндоприлом-Ріхтер повинно починатися з дози 2 мг. У таких пацієнтів необхідно контролю вати функцію нирок і рівень калію в сироватці крові. Наступне підвищення дози необхідно корегувати залежно від показників артеріального тиску. За необхідності терапія діуретиком може бути відновлена. Пацієнтам літнього віку лікування має бути розпочато з дози 2 мг (½ таблетки Периндоприлу-Ріхтер 4 мг), яка може бути поступово збільшена до 4 мг через місяць лікування, а потім, у разі необхідності, до 8 мг, залежно від функції нирок.
Серцева недостатність.
Пацієнтам із серцевою недостатністю та іншим пацієнтам із групи високого ризику (пацієнти з порушенням функції нирок і тенденцією до порушення електролітного балансу, пацієнти, які отримують одночасно терапію діуретиками і/або вазодилататорами) лікування периндоприлом рекомендовано починати з початкової дози 2 мг 1 раз на добу під ретельним медичним наглядом. Через 2 тижні, за умови доброї переносимості, дозу підвищують до 4 мг 1 раз на добу. Дозу підбирають індивідуально, залежно від клінічного стану пацієнта.
Пацієнтам з високим ризиком розвитку симптоматичної гіпотензії (з дефіцитом електролітів та гіпонатріємією або без неї, з гіповолемією або тим, що одержують інтенсивну терапію діуретиками) слід провести корекцію вищеназваних станів до початку терапії периндоприлом. Необхідно ретельно контролю вати артеріальний тиск, функцію нирок і концентрацію калію у сироватці крові як перед, так і під час лікування периндоприлом.
Попередження серцево-судинних ускладнень у пацієнтів з документально підтвердженою стабільною ішемічною хворобою серця.
Застосування Периндоприлу слід починати з дози 4 мг 1 раз на добу протягом перших двох тижнів, потім, за умови доброї переносимості дози 4 мг і з урахуванням функції нирок, доза може бути збільшена до 8 мг 1 раз на добу.
Пацієнтам літнього віку спочатку призначають дозу 2 мг (½ таблетки Периндоприлу-Ріхтер 4 мг) 1 раз на добу протягом одного тижня, потім 4 мг 1 раз на добу протягом наступного тижня. Потім, за умови доброї переносимості попередньої дози 4 мг і залежно від функції нирок, дозу можна збільшити до 8 мг 1 раз на добу (див. нижче таблицю “Дози периндоприлу при порушенні функції нирок”).
Дозування у пацієнтів з порушенням функції нирок.
У пацієнтів з нирковою недостатністю доза повинна бути встановлена залежно від кліренсу креатиніну.
Дозування у пацієнтів з порушенням функції печінки.
У пацієнтів з порушенням функції печінки немає необхідності в підборі дозування.

## Побічні реакції
Частота виявлених побічних реакцій визначена за наступною класифікацією:
дуже часто (≥ l/10), часто (≥ l/100, <l/10), нечасто (≥ 1/1000, <l/100), рідко (≥ l/10000, <l/1000), дуже рідко (<1/10000). Під час лікування периндоприлом можуть спостерігатися зазначені нижче побічні реакції з боку органів і систем:
• кровоносна і лімфатична системи: дуже рідко – зниження гемоглобіну і гематокриту, тромбоцитопенія, лейкопенія/нейтропенія, випадки агранулоцитозу або панцитопенії.
У пацієнтів з вродженою недостатністю ферменту глюкозо-6-фосфатдегідрогенази (G-6PDH) траплялися поодинокі випадки гемолітичної анемії;
• центральна і периферична нервова система: часто – головний біль, астенія, запаморочення, парестезія; нечасто – порушення настрою, сну, дуже рідко – збентеження;
• система зору: часто – порушення зору;
• органи слуху: часто – дзвін у вухах;
• серцево-судинна система: часто – артеріальна гіпотензія (особливо після прийому першої дози), дуже рідко (через раптове зниження артеріального тиску) у пацієнтів високого ризику можуть виникати аритмія, стенокардія, інфаркт міокарда, інсульт (див. розділ “Особливості застосування“). Повідомлялося також про випадки виникнення васкулітів;
• дихальна система: часто–сухий кашель, задишка; нечасто – бронхоспазм; дуже рідко – еозинофільна пневмонія, риніт;
• травна система: часто – нудота, блювання, біль у животі, дисгевзія, діарея, запор; нечасто –сухість у роті; дуже рідко – панкреатит;
• гепатобіліарна система: дуже рідко – гепатит (цитолітичний або холестатичний), див. розділ “Особливості застосування”;
• сечовидільна система: нечасто – ниркова недостатність; дуже рідко – гостра ниркова недостатність;
• алергічні реакції та реакції з боку шкіри: часто – висипання на шкірі, еритема, свербіж; нечасто –ангіоневротичний набряк, кропив'янка; дуже рідко – мультиформна еритема;
• кістково-м’язова система та сполучна тканина: часто – м’язові спазми;
• репродуктивна система: нечасто – імпотенція;
• загальні порушення: нечасто – підвищена пітливість.
Лабораторні показники. Можливе підвищення рівня сечовини та креатиніну в сироватці крові, гіперкаліємія (зазвичай оборотна), особливо у пацієнтів з нирковою недостатністю, тяжкою серцевою недостатністю і реноваскулярною гіпертензією; рідко – підвищення рівня печінкових трансаміназ і рівня білірубіну в плазмі.

## Передозування
Інформація про передозування (прийом високих доз) обмежена. Симптомами передозування будь-яких інгібіторів АПФ є артеріальна гіпотензія, циркуляторний шок, гіпервентиляція, тахікардія, брадикардія, відчуття серцебиття, електролітний дисбаланс, ниркова недостатність, запаморочення, тривога, кашель. У разі передозування рекомендовано внутрішньо венне введення 0,9% ізотонічного розчину хлориду натрію. У разі виникнення артеріальної гіпотензії пацієнта потрібно покласти на спину і підняти ноги. Якщо можливо, призначити ангіотензин II і/або внутрішньо венне введення катехоламінів. Периндоприл і периндоприлат можна вивести з організму за допомогою гемодіалізу (необхідно уникати високопроточних мембран через можливість розвитку анафілактичної реакції). У разі виникнення брадикардії, резистентної до терапії, розглядають питання щодо імплантації водія ритму. При цьому потрібен безперервний контроль життєво важливих функцій, рівня електролітів і креатиніну в сироватці крові.

## Застосування в період вагітності або годування груддю
Вагітність.
Застосувати периндоприл в період першого триместру не рекомендовано. При плануванні або встановленій вагітності лікування препаратом необхідно негайно припинити. Застосування периндоприлу в другому і третьому триместрах протипоказано.
Період годування груддю. Не рекомендується застосовувати периндоприл у період годування груддю у зв’язку з відсутністю даних про його проникнення в грудне молоко.
Діти.
Периндоприл не рекомендують призначати дітям через відсутність клінічних досліджень у таких групах пацієнтів.

## Особливості застосування
Перед початком і під час застосування Периндоприлу необхідно проводити моніторинг артеріального тиску, функції нирок і рівня калію в сироватці крові.
• Стабільна ішемічна хвороба серця. Якщо протягом першого місяця лікування периндоприлом трапився напад стенокардії (будь-якої тяжкості), необхідно ретельно зважити співвідношення ризик/користь перед тим, як продовжити лікування периндоприлом.
• Артеріальна гіпотензія (гіпотензія першої дози). Після прийому першої дози інгібітору АПФ можливо раптове зниження артеріального тиску (гіпотензія першої дози). Симптоми гіпотензії рідко спостерігаються у пацієнтів з гіпертензією без ускладнень і частіше – у пацієнтів з гіповолемією, дефіцитом натрію у зв’язку із застосуванням діуретиків, безсолевою дієтою, що перебувають на діалізі, через діарею або блювання або у пацієнтів з тяжкою ренін залежною гіпертензією, у пацієнтів із симптомами серцевої недостатності із супутньою нирковою недостатністю або без неї. Імовірність розвитку артеріальної гіпотензії вищий у пацієнтів з тяжкою серцевою недостатністю, які приймають великі дози петлевих діуретиків, мають гіпонатріємію або порушення функції нирок (функціонального характеру). У пацієнтів з підвищеним ризиком розвитку гіпотензії початок терапії і подальше збільшення дози повинні проходити під ретельним медичним наглядом. Ці ж попередження стосуються пацієнтів з ішемічною хворобою серця або цереброваскулярними захворюваннями, у яких надмірне зниження артеріального тиску може призвести до інфаркту міокарда або інсульту. У разі розвитку артеріальної гіпотензії пацієнта слід покласти на спину і, за необхідності, ввести внутрішньо венно ізотонічний розчин натрію хлориду. Транзиторна гіпотензія не є протипоказанням до подальшого застосування препарату, який можна приймати після збільшення об’єму крові. У деяких пацієнтів із серцевою недостатністю з нормальним або зниженим артеріальним тиском прийом периндоприлу може викликати додаткове зниження артеріального тиску. Такий ефект очікуваний і зазвичай не вимагає припинення лікування. Якщо артеріальна гіпотензія стає симптоматичною, то зниження дози або припинення терапії перидоприлом може бути необхідним.
• Стеноз аортального або мітрального клапана, гіпертрофічна кардіоміопатія. Як і всі інгібітори АПФ, периндоприл повинен з обережністю застосовуватися у пацієнтів зі стенозом мі трального клапана і з обструкцією виходу з лівого шлуночка (аортальний стеноз або гіпертрофічна кардіоміопатія).
• Порушення функції нирок. При порушенні функції нирок (кліренс креатині ну <60 мл/хв) початкову дозу периндоприлу підбирають з урахуванням кліренсу креатині ну пацієнта (див. розділ “Спосіб застосування та дози”). У цих пацієнтів моніторинг концентрації калію та креатині ну в сироватці крові є обов’язковим. У пацієнтів із серцевою недостатністю артеріальна гіпотензія, яка виникає на початку лікування інгібіторами АПФ, може призвести до подальшого погіршення функції нирок, в деяких ситуаціях із розвитком гострої, але зазвичай оборотної ниркової недостатності. У деяких пацієнтів з двобічним стенозом ниркової артерії або стенозом артерії єдиної функціонуючої нирки, особливо за наявності ниркової недостатності, при лікуванні інгібіторами АПФ можливе збільшення концентрації сечовини та креатині ну в сироватці крові. Ці показники зазвичай повертаються до норми після припинення терапії. За наявності супутньої реноваскулярної гіпертензії існує підвищений ризик розвитку вираженої артеріальної гіпотензії та ниркової недостатності. У таких пацієнтів лікування має розпочинатися під ретельним медичним спостереженням із застосуванням низьких доз і обережним титруванням дози. Оскільки лікування сечогінними засобами може бути коф актором розвитку артеріальної гіпотензії та ниркової недостатності, застосування сечогінних засобів повинно бути припинено, і ниркову функцію необхідно контролю вати протягом перших тижнів терапії периндоприлом. У деяких пацієнтів з артеріальною гіпертензією, у яких до початку лікування не було виявлено захворювань нирок, виникало зазвичай незначне та тимчасове підвищення рівня сечовини та креатині ну в сироватці крові, особливо часто при одночасному застосуванні периндоприлу та діуретиків. Такі зміни ймовірніші у пацієнтів із вже існуючою нирковою недостатністю, тому може виникнути необхідність у зменшенні дози та/або припиненні прийому діуретиків та/або периндоприлу.
• Пацієнти, що перебувають на гемодіалізі. Периндоприл не призначають пацієнтам, які перебувають на гемодіалізі з використанням високо проточних мембран, через можливість розвитку анафілактичної реакції. У цих пацієнтів необхідно використовувати мембрани іншого типу або антигіпертензивні засоби інших фармакотерапевтичних груп.
• Пацієнти з трансплантованою ниркою. Немає даних про застосування периндоприлу у пацієнтів після недавно перенесеної операції з трансплантації нирки.
• Гіпер чутливість/ангіо невротичний набряк. Повідомлялося про поодинокі випадки розвитку ангіо невротичного набряку обличчя, кінцівок, губ, слизових оболонок, язика, голосових зв’язок та/або гортані у пацієнтів, які приймають інгібітори АПФ, включаючи периндоприл. Це може трапитися в будь-який час під час терапії. У таких випадках необхідно негайно припинити прийом Периндоприлу-Ріхтер і встановити необхідне спостереження за станом пацієнта до повного зникнення симптомів. У тих випадках, коли набряк поширювався тільки на обличчя і губи, стан пацієнта зазвичай поліпшувався без лікування, хоча антигістамінні препарати можуть зменшити симптоми. Ангіо невротичний набряк, пов’язаний із набряком гортані, може призвести до летального кінця. У випадках, коли набряк поширюється на язик, голосові зв’язки або гортань, що може призвести до обструкції дихальних шляхів, необхідно терміново провести невідкладну терапію, яка може включати введення адреналіну та/або забезпечення прохідності дихальних шляхів. Пацієнт повинен перебувати під постійним медичним наглядом до повного і стійкого зникнення всіх симптомів. Пацієнти з набряком в анамнезі, який не пов’язаний з терапією інгібіторами АПФ, можуть мати підвищений ризик розвитку ангіо невротичного набряку при прийомі інгібіторів АПФ.
• Анафілактичні реакції при аферезі ліпопротеїнів низької щільності (ЛПНЩ). У рідкісних випадках у пацієнтів, які приймають інгібітори АПФ, під час проведення аферезу ЛНЩ з сульфатом декстрану можуть виникати небезпечні для життя анафілактичні реакції. Цих реакцій можна уникнути, якщо перед проведенням кожного аферезу тимчасово припиняти терапію інгібіторами АПФ.
• Анафілактичні реакції при десенсибілізуючій терапії. У пацієнтів, які отримують інгібітори АПФ під час десенсибілізуючої терапії препаратами, що містять бджолину отруту, можуть розвиватися анафілактичні реакції. Цих реакцій можна уникнути при тимчасовій відміні інгібітору АПФ, але вони знову можуть виникати при необережному повторному проведенні провокаційних проб.
• Порушення функції печінки. У рідкісних випадках застосування інгібіторів АПФ було пов’язане з виникненням синдрому, який починається з холестатичної жовтяниці і прогресуючого до швидкого розвитку некрозу печінки, іноді з летальним кінцем. Механізм виникнення цього синдрому не відомий. Пацієнти, у яких на тлі прийому інгібітору АПФ розвивається жовтяниця або спостерігається значне підвищення активності ферментів печінки, повинні припинити їх прийом і отримати відповідне медичне обстеження і лікування.
• Нейтропенія/агранулоцит оз/тромбоцит опенія/анемія. У пацієнтів, які отримують інгібітори АПФ, спостерігалися випадки нейтропенії/агранулоцит озу, тромбоцит опенії та анемії. У пацієнтів з нормальною функцією нирок і відсутністю інших факторів ризику нейтропенія зустрічалася рідко. З надзвичайною обережністю Периндоприл-Ріхтер може застосовуватися у пацієнтів з колагенозами, під час терапії імунодепресантами, алопуринолом або прокаїнамідом або у пацієнтів з комбінацією цих обтяжливих факторів, особливо якщо є порушення функції нирок. У деяких із таких пацієнтів відзначався розвиток серйозних інфекційних захворювань, у кількох випадках резистентних до інтенсивної антибіотико терапії. Призначаючи периндоприл таким пацієнтам, необхідно періодично контролю вати кількість лейкоцитів у крові, а також проінструктувати пацієнтів про необхідність обов’язково повідомляти про будь-які ознаки інфекції. У пацієнтів із вродженим дефіцитом глюкозо-6-фосфатдегідрогенази описуються поодинокі випадки гемолітичної анемії.
• Расовий фактор. Інгібітори АПФ частіше спричиняють ангіо невротичний набряк у пацієнтів афро-американської раси, ніж інших рас. Як і інші інгібітори АПФ, периндоприл менш ефективно знижує артеріальний тиск в осіб афро-американської раси з артеріальною гіпертензією, ніж у осіб інших рас, що, можливо, пояснюється низьким рівнем реніну в крові цих пацієнтів.
• Кашель. Повідомлялося про виникнення сухого, стійкого кашлю у пацієнтів, які приймають інгібітори АПФ, який припиняється після відміни препарату. Кашель, спровокований інгібітором АПФ, потрібно враховувати в диференційній діагностиці кашлю.
• Хірургічне втручання/анестезія. При хірургічному втручанні або проведенні анестезії засобами, що викликають артеріальну гіпотензію, периндоприл може блокувати утворення ангіотензину II після компенсаторного вивільнення реніну. Лікування периндоприлом повинно бути припинено за добу до хірургічного втручання. Якщо гіпотензія вже виникла, необхідно збільшити об’єм циркулюючої крові.
• Гіперкаліємія. У деяких пацієнтів на тлі прийому інгібіторів АПФ, включаючи периндоприл, відзначалося підвищення концентрації калію в сироватці крові. До факторів ризику розвитку гіперкаліємії відноситься ниркова недостатність або зниження функції нирок, вік (старше 70 років), дегідратація, гостра серцева недостатність, метаболічний ацидоз, цукровий діабет, одночасне застосування калій зберігаючих сечогінних засобів (наприклад, спіронолактон, еплеренон, триамтерен або амілорид), харчових добавок, що містять калій, або замінників солі, що містять калій, або інших лікарських засобів, що впливають на підвищення концентрації калію у сироватці крові (наприклад, гепарин). Гіперкаліємія може призвести до виникнення серйозної та іноді фатальною аритмії. Якщо одночасне застосування цих засобів обов’язкове, потрібен регулярний моніторинг вмісту калію в сироватці крові.
• Цукровий діабет. Пацієнти з цукровим діабетом, які застосовують пероральні антидіабетичні засоби або інсулін, повинні проходити ретельний контроль глікемії протягом першого місяця лікування інгібіторами АПФ.
• Допоміжні речовини препарату Периндоприл (лактоза). Препарат містить лактози моногідрат, тому пацієнтам з вродженою спадковою непереносимістю галактози, недостатністю лактази Лаппа або із синдромом мальабсорбції глюкози і галактози не рекомендують його призначати.

## Здатність впливати на швидкість реакції при керуванні авто транспортом або роботі з іншими механізмами
При керуванні автомобілем або роботі з іншими механізмами необхідно враховувати можливість розвитку симптомів, що виникають через різке зниження артеріального тиску (запаморочення, слабкість). Якщо в період лікування Периндоприлом виникають ці симптоми, пацієнти не повинні керувати авто транспортом і виконувати потенційно небезпечні види діяльності.

## Взаємодія з іншими лікарськими засобами та інші види взаємодій
Сечогінні засоби (діуретики): у пацієнтів з порушенням водно-електролітного балансу, які одночасно приймають діуретики та інгібітори АПФ, можливе різке зниження артеріального тиску. Для зменшення ризику розвитку гіпотензивних ефектів рекомендується зменшити дози або припинити прийом сечогінного засобу та відновити водно-електролітний баланс перед початком терапії периндоприлом, лікування яким починають з низьких доз із поступовим їх збільшенням.
Калійзберігаючі сечогінні засоби (наприклад, спіронолактон, триамтерен або амілорид), харчові добавки та/або замінники солі, що містять калій: при одночасному застосуванні з периндоприлом у деяких пацієнтів можливий розвиток гіперкаліємії, тому не рекомендується комбінація зазначених вище препаратів і периндоприлу. Якщо через гіпокаліємію така комбінована терапія обґрунтована, необхідно бути обережними і регулярно контролю вати концентрацію калію у сироватці крові.
Літій: при одночасному застосуванні літію з інгібіторами АПФ можливе зворотне підвищення концентрації літію в сироватці та підвищення ризику його побічної та токсичної дії. Одночасне застосування тіазидних діуретиків, інгібіторів АПФ і літію ще більше підвищує ймовірність ризику токсичної дії літію. Одночасно застосовувати периндоприл з літієм не рекомендується, але якщо така комбінація обґрунтована, необхідно проводити регулярний контроль рівня літію в сироватці.
Не стероїдні протизапальні лікарські засоби (НПЗЗ), включаючи аспірин у дозі ≥ 3 г/добу: можливе зменшення антигіпертензивного ефекту інгібіторів АПФ. НПЗЗ та інгібітори АПФ виявляють синергічний ефект щодо підвищення концентрації калію в сироватці крові, що може призвести до погіршення функції нирок. Ці ефекти зазвичай оборотні. Рідко може виникати гостра ниркова недостатність, особливо у пацієнтів з порушеною функцією нирок, літніх або з гіповолемією. Антигіпертензивні засоби і вазодилататори: одночасне застосування інших антигіпертензивних, судинорозширювальних засобів, нітрогліцерину та інших нітратів може посилити антигіпертензивний ефект периндоприлу.
Протидіабетичні засоби: одночасне застосування інгібіторів АПФ і лікарських засобів, що знижують рівень глюкози в крові (інсулін, пероральні гіпоглікемічні засоби), може спричинити сильне зниження рівня глюкози в крові з ризиком розвитку гіпоглікемії, особливо в перші тижні комбінованої терапії, а також у пацієнтів з нирковою недостатністю.
Ацетилсаліцилова кислота, тромболітики, бета-блокатори, нітрати: периндоприл може застосовуватися одночасно з ацетилсаліциловою кислотою (що застосовується як антиагрегант), тромболітиками, бета-блокаторами і/або нітратами.
Трициклічні антидепресанти/антипсихотичні препарати/анестетики: одночасне застосування деяких анестетиків, трициклічних антидепресантів і антипсихотичних засобів з інгібіторами АПФ може викликати додаткове зниження артеріального тиску.
Симпатоміметики: можливе зменшення антигіпертензивного ефекту інгібіторів АПФ.
Золото: при одночасному застосуванні інгібітору АПФ, включаючи периндоприл, та ін’єкційних препаратів золота (натрію ауротіомалат) рідко можуть виникати реакції, подібні до тих, що виникають при застосуванні нітратів (почервоніння обличчя, припливи, нудота, блювання і артеріальна гіпотензія).